# Philopotamidae
Famille
Les Philopotamidae sont une famille d'insectes trichoptères.

## Liste des genres
Selon BioLib (20 avril 2019) :
- genre Alterosa R.J. Blahnik, 2005
- genre Archiphilopotamus I.D. Sukatsheva, 1985
- genre Baga I.D. Sukatsheva, 1992
- genre Cabreraia Enderlein, 1929
- genre Chimarra Stephens, 1829
- genre Chimarrhodella J.A. Lestage, 1925
- genre Cryptobiosella I.M. Henderson, 1983
- genre Dajella Sukacheva, 1990 †
- genre Doloclanes Banks, 1937
- genre Dolomyia F. Schmid, 1991
- genre Dolophilodes G. Ulmer, 1909
- genre Dolopsyche F. Schmid, 1991
- genre Edidiehlia H. Malicky, 1993
- genre Electracanthinus G. Ulmer, 1912
- genre Fumonta H.H. Ross, 1956
- genre Gunungiella G. Ulmer, 1913
- genre Hydrobiosella Tillyard, 1924
- genre Kisaura H.H. Ross, 1956
- genre Neobiosella K.A.J. Wise, 1958
- genre Paulianodes H.H. Ross, 1956
- genre Philopotamus Stephens, 1829
- genre Prophilopotamus I.D. Sukatsheva, 1973
- genre Sisko H.H. Ross, 1956
- genre Sortosa L. Navas, 1918
- genre Thylakion K.H. Barnard, 1934
- genre Ulmerodina H.H. Ross, 1956
- genre Wormaldia Mac Lachlan, 1865
- genre Xenobiosella IM Henderson, 1983